# Robert Nozick
Robert Nozick (Nueva York, 16 de noviembre de 1938-23 de enero de 2002) fue un filósofo y profesor de la Universidad de Harvard. También enseñó en Columbia, Oxford y Princeton. Hizo contribuciones en diferentes áreas de la filosofía: teoría de la decisión, epistemología y, particularmente, filosofía política. Su obra Anarquía, Estado y utopía (1974) fue una respuesta libertaria-minarquista a Teoría de la justicia de John Rawls, publicada en 1971 y a la postura libertaria-anarquista de Murray Rothbard.

## Obra
En Universidad de Princeton, a principios de los años 1960, Nozick fue, como tantos otros intelectuales de su época, atraído inicialmente por las políticas socialistas de la New Left. Más adelante, el encuentro con las obras de defensores del capitalismo como Hayek, Mises, Rothbard o Rand le llevó a renunciar al pensamiento de izquierdas y a adherirse a las ideas del libertarismo capitalista. Anarquía, Estado y utopía es reflejo de ese cambio de orientación política. Algunas de sus otras obras son Philosophical Explanations (1983), The Examined Life (1989), The Nature of Rationality (1994) e Invariances (2003).

## Anarquía, Estado y utopía
En 1974, Nozick publicó su obra más importante Anarquía, Estado y utopía. Esta obra, inspirada en la filosofía política de John Locke, pretende ofrecer una justificación moral del liberalismo y del Estado mínimo. Para ello la obra procura primero responder las objeciones que los anarcocapitalistas dirigen al Estado. Por eso, en su primera parte, y después de exponer ciertos principios liberales básicos que los anarcocapitalistas y los liberales comparten (derechos individuales lockeanos, derecho natural a castigar, etc.), Nozick ofrece contra los anarcocapitalistas un argumento en favor del Estado. Este argumento pretende demostrar que, contra lo que sostienen los anarco-capitalistas, un Estado mínimo podría surgir de modo inintencionado sin violar los derechos de nadie. Para demostrar tal cosa Nozick elabora un argumento que combina una explicación de mano invisible con lo que él denomina "principio de compensación".  
Otro de los propósitos de la obra es refutar a aquellos que abogan por un Estado más extenso que el Estado mínimo. Por eso, en la segunda parte de Anarquía, Estado y utopía, Nozick procura demostrar que ningún Estado mayor que el Estado mínimo es moralmente admisible (esto es, compatible con los derechos naturales liberales). Aquí el principal blanco de sus críticas es la teoría política ofrecida por John Rawls en su obra Teoría de la justicia publicada en 1971. En concreto, Nozick impugna uno de los principales supuestos de la obra de Rawls, a saber, que una teoría de la justicia tiene por objeto determinar el modo equitativo en que debe distribuirse el excedente que resulta de la cooperación social. Este supuesto de Rawls, que conduce a la necesidad de establecer una autoridad central que reparta dicho excedente, es el impugnado por Nozick. A diferencia de Rawls, Nozick no cree que la cooperación social produzca por sí misma un problema distributivo, pues entiende que la contribución que cada uno hace al acervo de bienes que resulta de dicha cooperación puede determinarse conforme a las reglas generales de la teoría de la utilidad marginal. Contrariamente a lo que Rawls parece implicar con su tratamiento el problema, la creación y distribución de los bienes tienen una historia (alguien los creó, alguien los transfirió, etc.) de modo que éstos siempre están vinculados a alguien y resulta, por tanto, injusto intentar determinar su posesión sin atender a dicha historia. Si los bienes cayeran como maná del cielo, o si nos encontráramos con los bienes como quien se encuentra un pastel que luego hay que repartir, entonces la aproximación de Rawls al problema de la justicia social sería el correcto. Pero como no es ese el caso, la teoría de Rawls, pese a sus méritos, debe ser rechazada. En su lugar Nozick propone en la segunda parte de Anarquía, Estado y utopía su propia teoría de la justicia conocida como «teoría de la intitulación». De acuerdo con ella, el problema a que debe hacer frente toda teoría de la justicia (es decir, qué cosa corresponde a quién) debe ser tratado y resuelto según los principios de una teoría histórica y no pautada de la distribución de bienes. Los principios fundamentales de dicha teoría los enuncia Nozick de la siguiente manera:

«Si el mundo fuera completamente justo, las siguientes definiciones inductivas cubrirían exhaustivamente la materia de justicia sobre pertenencias:
1. Una persona que adquiere una pertenencia, de conformidad con el principio de justicia en la adquisición, tiene derecho a esa pertenencia.
2. Una persona que adquiere una pertenencia de conformidad con el principio de justicia en la transferencia, de algún otro con derecho a la pertenencia, tiene derecho a la pertenencia.
3. Nadie tiene derecho a una pertenencia excepto por aplicaciones (repetidas) de 1 y 2.»

Inmediatamente después de enunciar estos principios, Nozick explica que: 

«El principio completo de justicia distributiva diría simplemente que una distribución es justa si cada uno tiene derecho a las pertenencias que posee según la distribución. Una distribución es justa si surge de otra distribución justa a través de medios legítimos.»

A estos tres principios debe añadirse un cuarto, el «principio de rectificación», que tiene por finalidad corregir las injusticias pasadas y, más precisamente, que las pertenencias adquiridas de modo violento, clandestino o fraudulento vuelvan a sus verdaderos dueños.
La idea fundamental que subyace a la teoría es que la distribución resultante de los principios señalados resulta justa en la medida en que es el reflejo de las preferencias libres de los indiviudos.
Fuera de la crítica a Rawls, Nozick elabora en la segunda parte de la obra -la más extensa del libro- varias críticas a las teorías igualitaristas, socialistas y marxismo. En términos generales, el argumento de Nozick contra todas ellas descansa en la siguiente idea:

«La mayor objeción a decir que todos tengan el derecho a varias cosas tales como igualdad de oportunidad, vida, etcétera y a ejercer estos derechos, es que estos “derechos” requieren de una subestructura de cosas y materiales y acciones; y otras personas pueden tener derechos y títulos sobre ellos. Nadie tiene el derecho a algo cuya realización requiere de ciertos usos de cosas y actividades sobre las cuales otras personas tienen derechos y títulos. Los derechos y títulos de otras personas sobre cosas en particular (este lápiz, su cuerpo, etcétera) y cómo deciden ejercer esos derechos y títulos fijan el medio externo de un individuo dado y los derechos de que dispondrán. Si su fin requiere el uso de medios sobre los cuales otros tienen derechos, deberán procurar su cooperación voluntaria […] Hay derechos particulares sobre cosas particulares poseídas por personas particulares […] Ningún derecho existe en conflicto con esta subestructura de derechos particulares.»

En la tercera parte de la obra, Nozick describe una utopía liberal que pretende servir como argumento independiente en favor del Estado mínimo. El argumento básico de esta tercera parte es que bajo un estado mínimo como el descrito en Anarquía, Estado y utopía es el único bajo el cual pueden proliferar y coexistir las más diversas comunidades y, en definitiva, el único bajo el cual cada individuo puede decidir cómo vivir su vida.

## Otras contribuciones
Nozick se encuentra en las principales figuras contemporáneas de la filosofía anglosajona. Hizo una contribución notable en prácticamente todos los campos de la filosofía. En Philosophical Explanations, Nozick se aproxima a nuevas concepciones sobre el conocimiento, el libre albedrío y la naturaleza del valor. En The Examined Life explora el amor, la muerte, la fe, el holocausto y el significado de la vida. The Nature of Rationality presenta una teoría sobre la razón práctica que intenta embellecer teorías de la decisión clásicas espartanas. Socratic Puzzles es una colección de trabajos variopintos sobre, por ejemplo, Ayn Rand, la economía austriaca o los derechos de los animales. Invariances, su última obra, se sumerge en la física y la biología para tratar cuestiones como la objetividad en la naturaleza de la necesidad y de los valores éticos.
Nozick creó el experimento mental del "monstruo utilitario" para mostrar que el utilitarismo promedio podría conducir a una situación en la que las necesidades de la gran mayoría se sacrificaran por un individuo. También escribió una versión de lo que era esencialmente un experimento mental previamente conocido, la máquina de experiencias, en un intento de demostrar que el hedonismo ético era falso. Nozick pidió que imaginemos que los "neuropsicólogos superductores" han descubierto una forma de estimular el cerebro de una persona para inducir experiencias placenteras. No podríamos decir que estas experiencias no fueron reales. Nos pregunta, si se nos diera la opción, ¿elegiríamos una experiencia inducida por una máquina de una vida maravillosa sobre la vida real? Nozick dice que no, luego pregunta si tenemos razones para no conectarnos a la máquina y concluye que, dado que no parece ser racional, el hedonismo ético debe ser falso.
Nozick se destacó por su estilo fresco y provocativo, así como por su metodología ecuménica. En muchas ocasiones tantea diversas posibilidades filosóficas dejando que el lector sea el que emita un juicio sobre la cuestión.

### Lectura adicional
- Cohen, G. A. (1995). «Robert Nozick and Wilt Chamberlain: How Patterns Preserve Liberty». Self-Ownership, Freedom, and Equality. Cambridge: Cambridge University Press. pp. 19-37. ISBN 978-0521471749. OCLC 612482692.
- Frankel Paul, Ellen; Fred D. Miller, Jr. and Jeffrey Paul (eds.), (2004) Natural Rights Liberalism from Locke to Nozick, Cambridge University Press, ISBN 0521615143
- Frankel Paul, Ellen (2008). «Nozick, Robert (1938–2002)».  En Hamowy, Ronald, ed. The Encyclopedia of Libertarianism. Thousand Oaks, CA: SAGE Publications, Cato Institute. pp. 360-62. ISBN 978-1412965804. LCCN 2008009151. OCLC 750831024. doi:10.4135/9781412965811.n220.
- Mack, Eric (2014) Robert Nozick's Political Philosophy, Stanford Encyclopedia of Philosophy, June 22, 2014.
- Robinson, Dave & Groves, Judy (2003). Introducing Political Philosophy. Icon Books. ISBN 184046450X.
- Schaefer, David Lewis (2008) Robert Nozick and the Coast of Utopia Archivado el 21 de agosto de 2014 en Wayback Machine., The New York Sun, April 30, 2008.
- Wolff, Jonathan (1991), Robert Nozick: Property, Justice, and the Minimal State. Polity Press. ISBN 978-0745680453